# Mímiho studna
Mímiho studna, (také Mímis Brunn či Studna moudrosti) je v severské mytologii studna, která nachází pod jedním z kořenů „světového stromu“, jasanu Yggdrasilu. Z Mímiho studny údajně vyvěrala medovina poskytující vědění a vyšší poznání. Sám Mími z ní podle mýtu každé ráno pil, proto je také považován za výjimečně moudrého boha. Jednoho dne se z ní údajně zatoužil napít i samotný Ódin, který za jediný doušek musel obětovat levé oko, dostalo se mu však za to „moudrosti věků“.
Pod zbývajícími dvěma kořeny stromu se nacházejí další dvě studny (Urdina studna osudu a studna smrti Hvergelmi hlídaná drakem (či hadem) Nidhöggem.